# Serik
Serik est une ville et un district de la province d'Antalya dans la région méditerranéenne en Turquie. A 7 km au sud, se situe la station balnéaire de Belek avec ses golfs et de nombreux hôtels haut de gamme.

## Histoire
- Site antique de Silion